# 竖碱茅
竖碱茅（学名：Puccinellia strictura）为禾本科碱茅属下的一个种。